# Гарјак
Гарјак је насељено мјесто у саставу града Врлике, Сплитско-далматинска жупанија, Република Хрватска.

## Географија
Налази се 4 км источно од Врлике, код Перућког језера.

## Историја
До територијалне реорганизације у Хрватској налазио се у саставу старе општине Сињ. Током рата у Хрватској, био је у саставу Републике Српске Крајине.

## Становништво
На попису становништва 2011. године, Гарјак је имао 88 становника.
| Број становника по пописима | Број становника по пописима | Број становника по пописима | Број становника по пописима | Број становника по пописима | Број становника по пописима | Број становника по пописима | Број становника по пописима | Број становника по пописима | Број становника по пописима | Број становника по пописима | Број становника по пописима | Број становника по пописима | Број становника по пописима | Број становника по пописима | Број становника по пописима |
| --------------------------- | --------------------------- | --------------------------- | --------------------------- | --------------------------- | --------------------------- | --------------------------- | --------------------------- | --------------------------- | --------------------------- | --------------------------- | --------------------------- | --------------------------- | --------------------------- | --------------------------- | --------------------------- |
| 1857                        | 1869                        | 1880                        | 1890                        | 1900                        | 1910                        | 1921                        | 1931                        | 1948                        | 1953                        | 1961                        | 1971                        | 1981                        | 1991                        | 2001                        | 2011                        |
| 601                         | 571                         | 541                         | 614                         | 726                         | 854                         | 875                         | 967                         | 790                         | 819                         | 323                         | 247                         | 192                         | 141                         | 87                          | 88                          |

### Попис 1991.
На попису становништва 1991. године, насељено место Гарјак је имало 141 становника, следећег националног састава:
| Попис 1991.‍ | Попис 1991.‍ | Попис 1991.‍ | Попис 1991.‍ | Попис 1991.‍ |
| ----------- | ----------- | ----------- | ----------- | ----------- |
|             |             |             |             |             |
| Хрвати      | Хрвати      |             | 121         | 85,81%      |
| Срби        | Срби        |             | 8           | 5,67%       |
| непознато   | непознато   |             | 12          | 8,51%       |
| укупно: 141 |             |             |             |             |

## Презимена
- Бураћин — Православци, славе Св. Василија Великог
- Радиша — Православци, славе Св. Јована
- Шкрбић — Православци, славе Св. Јована